# عبد الله فوال
عبد الله حسن حامد فوال (المعروف بـ عبد الله فوال) ، (ولد عام 1384هـ في جدة،السعودية) ، هو لاعب كرة قدم سعودي سابق كان يلعب كمهاجم. لعب مع نادي الاتحاد لمدة 14 عاماً قبل أن يعلن اعتزاله لعب كرة القدم عام 1416هـ.
يعتبر فوال أحد أفضل المهاجمين في تاريخ نادي الاتحاد، وشكل ثنائياً خطيراً مع محمد سويد في الثمانيات وحتى مطلع التسعينات.

## مسيرته مع الاتحاد
بدأ عبد الله فوال لعب كرة القدم مع نادي الاتحاد عام 1402هـ حيث كان يمثل فريق درجة الناشئين, واختير في نفس العام للعب مع منتخب الناشئين في إحدى الدورات الدولية.
وكان فوال يشارك مع الناشئين والشباب والفريق الأول في آن واحد، وبدأ لاعباً في خط الوسط وبعد ذلك أصبح مهاجماً, ومن أبرز إنجازاته الشخصية تحقيق لقب هداف «كأس الاتحاد السعودي» مرتين 1406هـ بـ(5 أهداف) و1413هـ بـ(11 هدفا).
توقف فوال عن اللعب في عام 1416هـ وفي عام 1418هـ أعلن اعتزاله وأقيم له مهرجان بحضور نادي الزمالك المصري وأقيمت مباراة انتهت لمصلحة الاتحاد (6-4).
ومن بعدها غاب عن المشهد الرياضي ولم يظهر سوى في مناسبة فوز الاتحاد ببطولة دوري خادم الحرمين الشريفين 2007 في فاصل غنائي مع حمزة إدريس ومحمد نور وصالح الصقري ومناف أبو شقير , ذلك وأنه كما يعلم الجميع أنه عازف عود من الطراز الأول وله عدة إصدارات غنائية.
ستة عشر عام هي فترة غياب الفوال عن البيت الإتحادي , حتى عاد عام 1431هـ مع استلام اللواء محمد بن داخل الجهني مقاليد الرائاسة في النادي العميد ظهر الفوال ضمن الطاقم الإداري الجديد في الفريق الأول قبل أن يستقيل بعد فترة قصيرة.

## إسهاماته مع الاتحاد
- كأس الاتحاد 1406هـ
- كأس الملك عام 1408هـ
- كأس ولي العهد 1411هـ